# Scottish Singles and Albums Charts
Le Scottish Albums Chart est un classement musical établi par l'Official Charts Company. Le Scottish Singles Chart pour l'Écosse, le Scottish Singles Chart, qui est basé sur la façon dont les ventes physiques et numériques vers le UK Singles Chart se comportaient en Écosse n'est plus publié depuis le 20 novembre 2020.
Depuis le 20 novembre 2020, seul le Scottish Albums Chart est publié par l'OCC, et il est basé sur les ventes physiques uniquement, l'OCC ne publiant le classement des albums sur son site web que depuis le 11 décembre 2020.

## Histoire
À la fin des années 1980, alors que l'Écosse se sent de plus en plus isolée par le gouvernement Thatcher, des pressions sont exercées en faveur de la création d'un classement écossais officiel ; Brian Guthri, de l'Association écossaise de l'industrie musicale (Scottish Record Industry Association), affirme que les classements britanniques officiels ne prenaient pas en compte les ventes des artistes écossais car ils ne sondaient pas suffisamment les magasins en Écosse, citant l'exemple de You've Got the Power du groupe Win (la chanson thème des publicités de McEwan's Lager). À l'automne, la SRIA vote en faveur de la création de son propre palmarès, estimant que l'équilibre entre les 75 magasins du Grand Londres et les 45 magasins d'Écosse était injuste. 
Bien qu'un classement écossais ait été diffusé auparavant sur BBC Radio Scotland, le premier classement Gallup écossais officiel est publié le 17 mars 1991 ; il place notamment le groupe écossais The Silencers à la sixième place du Albums Chart (seulement à la 39e place au Royaume-Uni) et l'album The Simpsons Sing the Blues plus haut que la bande originale Inspecteur Morse, qui occupe 11 places de plus au Royaume-Uni. Le lancement de ce classement est salué par Neil Ross, de l'Association écossaise de l'industrie du disque, qui a une nouvelle fois suggéré que les classements britanniques étaient disproportionnellement orientés vers les ventes à Londres et dans le sud de l'Angleterre, tandis que le manager musical Bruce Findlay suggère que l'Écosse pourrait potentiellement produire une émission de télévision musicale ayant autant d'attrait international que la série Rapido de la chaîne DEF II, qui était alors très populaire. À partir du 20 septembre 1991, un court programme télévisé hebdomadaire basé sur le classement écossais est diffusé par BBC1 Scotland le vendredi soir, animé par Nicky Campbell, qui travaillait alors pour Radio 1, et le classement continue à être diffusé le lundi soir sur BBC Radio Scotland, bien qu'il ait été abandonné, ainsi que d'autres programmes musicaux nocturnes sur cette station, au cours de la dernière année du contrat de Gallup. La chanson Caledonia de Frankie Miller, également incluse dans les publicités de McEwan's qui n'étaient diffusées qu'en Écosse et en Irlande du Nord, arrive en tête du classement écossais alors qu'elle ne connait qu'un léger succès au Royaume-Uni. 